# هال ساذرلاند
هال ساذرلاند (بالإنجليزية: Hal Sutherland)‏ هو رسام رسوم متحركة ومخرج أمريكي، ولد في 1 يوليو 1929 في كامبريدج في الولايات المتحدة، وتوفي في 16 يناير 2014 في بوثيل في الولايات المتحدة.

## وصلات خارجية
- هال ساذرلاند على موقع IMDb (الإنجليزية)
- هال ساذرلاند على موقع أول موفي (الإنجليزية)
- هال ساذرلاند على موقع قاعدة بيانات الأفلام السويدية (السويدية)
- هال ساذرلاند على موقع قاعدة بيانات الفيلم (الإنجليزية)
- هال ساذرلاند على موقع كينوبويسك (الروسية)